# Gil Amitay
Gil Amitay (in ebraico גיל אמיתי‎?; Petah Tiqwa, 1º ottobre 1989) è un cestista israeliano.